# Frida Tegstedt
Frida Tegstedt, née le 17 juillet 1987 à Göteborg, est une handballeuse internationale suédoise, qui évolue au poste de pivot.

## Biographie

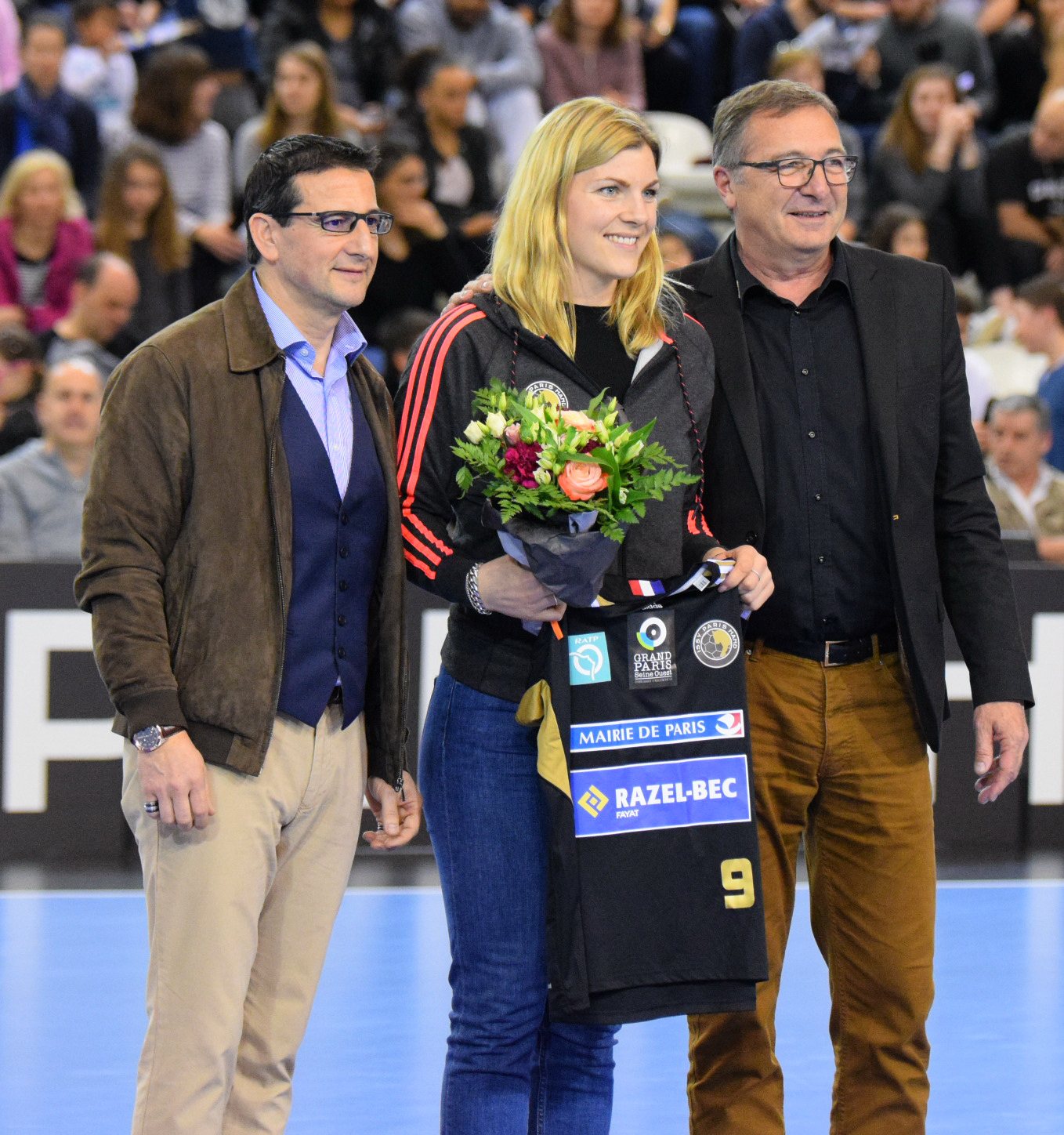
Présentation de Frida Tegstedt au public d'Issy Paris Hand le 3 avril 2016.

Après avoir évolué longtemps dans son club formateur de IK Sävehof, avec qui elle remporte six fois le championnat de Suède, elle rejoint le Füchse Berlin à l'été 2014. En mars 2016, elle s'engage avec Issy Paris Hand en tant que joker médical, afin de pallier la blessure de longue durée de Sophia Fehri.

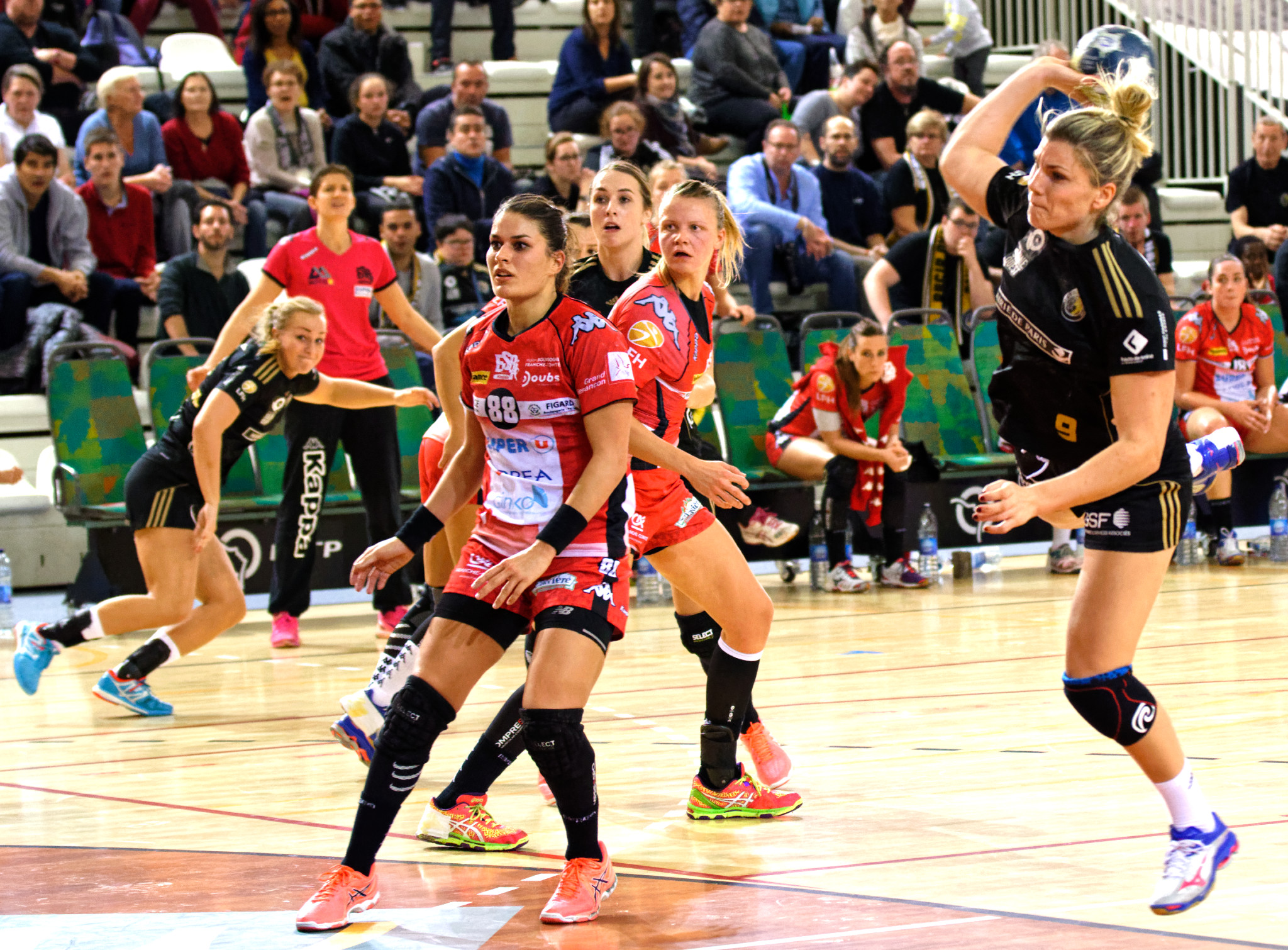
Match de LFH entre Issy Paris Hand et Besançon. A Issy Les Moulineaux, le 26 octobre 2016.

## Palmarès

### En club
compétitions nationales
- championne de Suède en 2007, 2009, 2011, 2012, 2013 et 2014 (avec IK Sävehof)

### En équipe nationale
- première sélection en 2013 contre l'Islande